# Michail Lesin
Michail Jur'evič Lesin (in russo Михаил Юрьевич Лесин?, angl. Mikhail Yuryievich Lesin; Mosca, 11 luglio 1958 – Washington, 5 novembre 2015) è stato un politico russo, consigliere del presidente Vladimir Putin e ministro della comunicazione dal 1999 al 2004.
Era soprannominato "il bulldozer", per la sua capacità di portare sotto il controllo del Cremlino praticamente tutti i mezzi di comunicazione russi.

## Biografia
Nato a Mosca nel 1958, ha trascorso un periodo della sua infanzia in Mongolia, mentre suo padre Yuri lavorava su dei progetti militari. Dal 1976 al 1978 adempie al servizio militare con l'esercito sovietico e il Morskaja Pechota delle Forze Armate dell'URSS. Nel 1984 si diploma ingegnere all'Istituto di ingegneria di Mosca. Tra il 1988 e il 1989 è stato vice-direttore per la produzione di programmi televisivi.
Il 6 giugno 1999 l'allora Primo Ministro Sergej Vadimovič Stepašin lo nomina ministro della comunicazione e della stampa. Dopo il breve mandato di Stepašin, a ricevere l'incarico di Primo Ministro è Vladimir Putin che mantiene Lesin in carica come ministro. Lesin stesso verrà considerato come una figura chiave per Putin  nelle elezioni parlamentari del 1999 e nelle elezioni presidenziali del 2000. Lesin manterrà la carica di ministro fino al 2004.

## La morte
La mattina del 5 novembre 2015, Lesin è stato trovato morto nella sua camera dell'Hotel Dupont Circle Hotel di Washington. L'autopsia ha riportato di non aver riscontrato segni evidenti di effrazione e di non aver trovato alcun segno di morte violenta. Il giorno dopo la morte di Lesin, l'agenzia di stampa RIA Novosti ha dichiarato che l'ex ministro è morto a seguito di un arresto cardiaco e che, inoltre, i familiari affermarono che era malato. Il 7 novembre, il presidente Putin ha rivolto le sue condoglianze ai parenti dell'ex ministro. Il suo corpo è attualmente sepolto a Los Angeles.
Il 10 marzo 2016, Marija Zacharova, portavoce del ministero degli esteri, ha dichiarato la volontà dell'ambasciata russa negli Stati Uniti di riaprire le indagini. Il giorno dopo, secondo alcune fonti, Lesin non sarebbe morto d'infarto, ma bensì ucciso a bastonate.

## Vita privata
Di discendenza ebrea, è stato sposato con Valentina Ivanova, dalla quale ha avuto una figlia, Catherine (1979) e un figlio, avuto da un secondo matrimonio, Anton (1983). Nel 2015, Lesin ha avuto una figlia da Victoria Rachimbaeva, una modella con cui ha avuto una relazione fin dal 2014.